# Na Cabot
Na Cabot (o Illot des Cabots) és un illot del litoral de Mallorca que pertany al terme de ses Salines. Està situat a uns 90 metres de la costa, davant de la punta de sa Pedreta, a la Colònia de Sant Jordi. Té una forma lleugerament arronyonada, amb uns 100 metres de llarg per 80 d'ample i uns 4200 m² de superfície. És un illot de roques punxegudes baixes, i durant els temporals la mar el cobreix. La seva alçada sobre el nivell del mar és molt reduïda, i està gairebé totalment desproveït de vegetació atès que tota la superfície és escarpada i a mercè dels temporals de ponent.
Com que es troba a poca distància de sa Puntassa, el trànsit d'embarcacions per la zona hi és freqüent, sobretot a l'estiu, i, si no es coneix bé la zona, cal extremar les precaucions, atesa la poca alçada de l'illot i l'escàs calat entre aquest i la costa. Els vaixells amb calat superior a dos metres han d'evitar el pas entre l'illot i la costa, i els de calat inferior, han de vigilar molt bé per on passen, ja que hi ha zones del pas que tenen encara menys calat. És aconsellable per a tots els vaixells no passar entre l'illot i la costa si no és molt necessari. En casos de navegació nocturna cal allunyar-se de la costa, ja que l'illot no es troba senyalitzat.